# Murjek
Murjek – miejscowość (småort) w północnej Szwecji, w Laponii,  na kole podbiegunowym. Murjek należy do gminy Jokkmokk w regionie Norrbotten i liczy ok. 100 mieszkańców (2005).
W Murjeku znajduje się stacja kolejowa na linii Malmbanan (Linia Rudy Żelaza), jedyna w gminie. Miejscowość ma dlatego połączenie autobusowe z siedzibą gminy Jokkmokk, w związku z przyjazdami i odjazdami pociągów. We wsi znajduje się izba kultury lapońskiej oraz hostel.

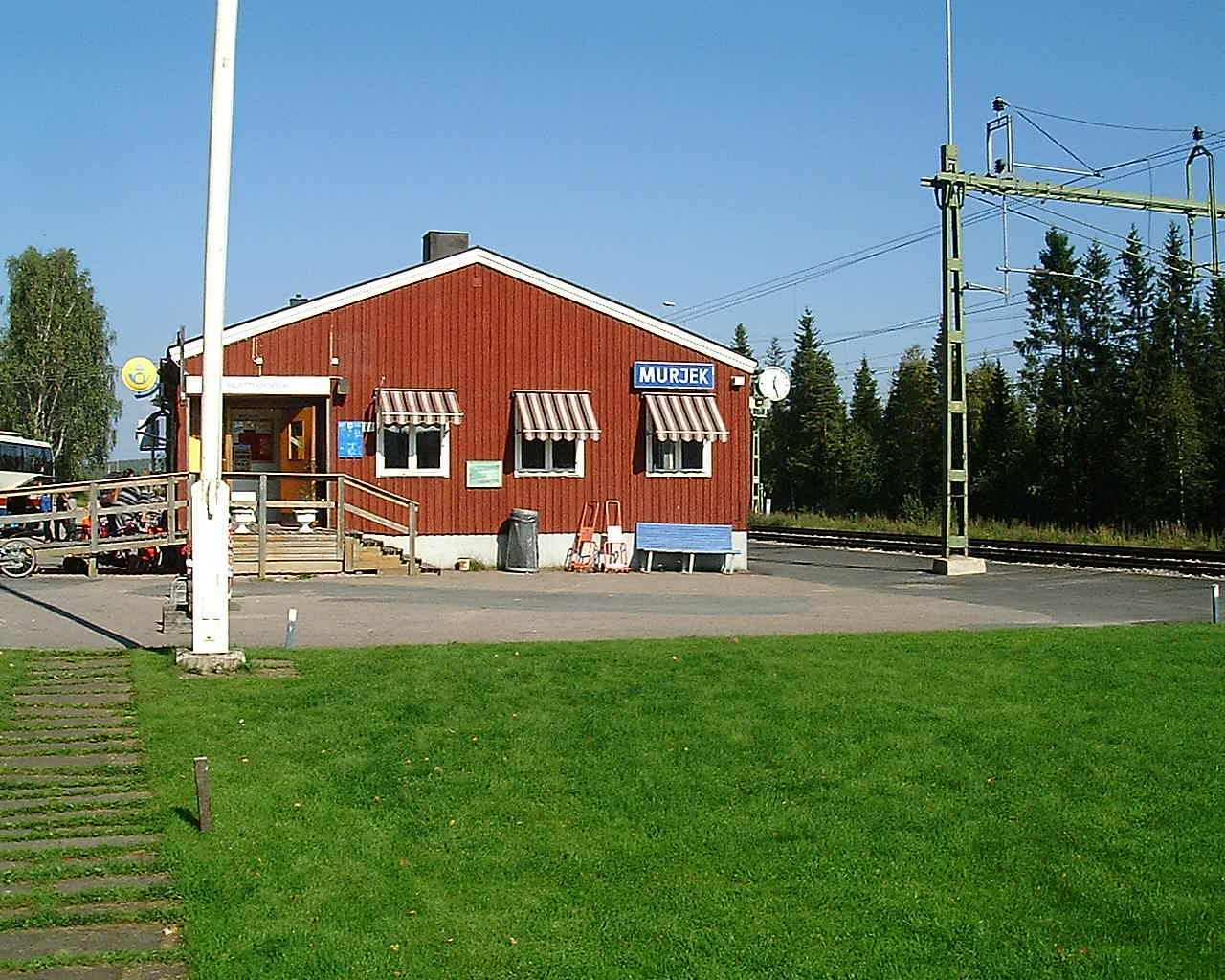
Stacja kolejowa w Murjeku

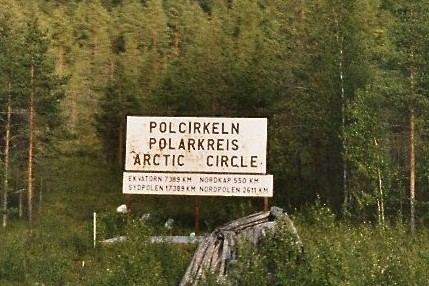
Koło podbiegunowe w Murjeku